# Jennifer Suhr
Jennifer (Jenn) Suhr-Stuczynski (Fredonia, 6 februari 1982) is een Amerikaanse voormalige polsstokhoogspringster. Ze werd olympisch kampioene en meervoudig Amerikaans kampioene in deze discipline. Zij was naast Jelena Isinbajeva en Sandi Morris de enige die de vijf-metergrens heeft overschreden door zich met een sprong over 5,02 m het wereldindoorrecord toe te eigenen, dat zij later zelfs verbeterde tot 5,03. Ze nam driemaal deel aan de Olympische Spelen en won, naast haar gouden, ook nog een zilveren medaille.

## Biografie

### Sportieve jeugd
Jenn Stuczynski was reeds op jonge leeftijd actief in sport. Als zesjarig meisje speelde ze softbal en als negenjarige golf, samen met haar grootvader. Op de highschool in haar woonplaats deed ze aan softbal, basketbal, voetbal en atletiek en in 2000 won zij bij de senioren de vijfkamptitel van de staat New York.

### Overstap van basketbal naar atletiek
Tijdens haar studie aan het Roberts Wesleyan College in Rochester manifesteerde zij zich in eerste instantie als een getalenteerd basketbalspeelster. Met het door haar gescoorde totaal van 1819 punten studeerde zij af als de beste puntenverzamelaarster van de school ooit. Vervolgens maakte zij in 2004 de overstap naar het polsstokhoogspringen. Het jaar erop won ze dit onderdeel tijdens de Amerikaanse indoorkampioenschappen. Daarbij verraste zij vriend en vijand, want niemand had tot op dat moment gehoord van de nog slechts tien maanden in training zijnde Jenn Stuczynski, die er nochtans in slaagde om met een sprong over 4,35 m de titel te veroveren.
In 2006 deed ze mee aan diverse internationale wedstrijden. Tijdens de wereldbeker atletiek 2006 in Athene kwam ze niet tot een geldige poging. Bij de wereldatletiekfinale dat jaar in Stuttgart lukte dat echter wel en won ze een bronzen medaille met een beste poging van 4,60.

### Beste achter Isinbajeva
Daarna ging het snel met de Amerikaanse. Op 10 mei 2007 verbeterde zij voor het eerst het Amerikaanse record van Stacy Dragila door in het Californische Carson, een voorstad van Los Angeles, over 4,84 te springen, een verbetering met een centimeter. Twee weken later sprong ze alweer hoger: met 4,88 werd zij de op-één-na beste polsstokhoogspringster achter Jelena Isinbajeva. Een poging om met een sprong over 5,02 ook het wereldrecord van Isinbajeva te verbeteren, mislukte echter tot driemaal toe.
Met een sprong over 4,45 bij de Amerikaanse kampioenschappen van dat jaar verzekerde zij zich vervolgens van een plek in het Amerikaanse team voor de wereldkampioenschappen in Osaka, haar eerste grote kampioenschap. In de Japanse stad kwam zij in de finale met een sprong over 4,50 tot een tiende plaats.   

### Tweemaal zilver achter Isinbajeva
Op de wereldindoorkampioenschappen van 2008 in het Spaanse Valencia won Jennifer Stuczynski bij het polsstokhoogspringen een zilveren medaille. Met een indoor-PR van 4,75 eindigde ze achter de Russische Jelena Isinbajeva (goud; 4,75) en voor de Braziliaanse Fabiana Murer (brons; 4,70).
Vervolgens presenteerde Stuczynski zich eveneens als een geduchte kanshebster op eremetaal voor de Olympische Spelen van Peking door op 18 mei tijdens de Adidas Track Classic in Carson over de Amerikaanse recordhoogte van 4,90 te springen. Op 8 juli 2008 verbeterde ze dit record verder tot 4,92 tijdens de Amerikaans olympische selectiewedstrijden in Eugene. Hiermee nestelde zij zich op de beste-aller-tijdenlijst op de tweede plaats achter meervoudig wereldkampioene Jelena Isinbajeva. Pogingen om Isinbajeva’s wereldrecord (5,01) te verbeteren door over 5,02 te springen, mislukten echter opnieuw, net als het jaar ervoor. Op de Spelen van Peking was de Russin Jelena Isinbajeva met een sprong over 5,05, een verbetering van haar wereldrecord, dan ook opnieuw ongenaakbaar en restte er voor Stuczynski met een beste poging van 4,80 niet meer dan een zilveren medaille.

### Record en blessure
In 2009 begon Stuczynski het jaar goed door in februari in Boston het Amerikaanse indoorrecord naar 4,82 te tillen, waarna ze het een kleine maand later op dezelfde plek tijdens de nationale indoorkampioenschappen nog eens dunnetjes overdeed en haar eigen record verbeterde naar 4,83.
Tijdens de outdoorkampioenschappen in juli kwalificeerde zij zich met een winnende sprong over 4,65 m voor de WK in Berlijn, maar daar moest ze vanwege een spierblessure verstek laten gaan.

### Huwelijk en vijfde titel op rij
Na op 3 januari 2010 met haar trainer Rick Suhr in het huwelijk te zijn getreden, waarbij zij in het vervolg dus als Jennifer Suhr door het leven zou gaan, sprong Suhr-Stuczynski in Des Moines tijdens de Amerikaanse kampioenschappen over 4,89 naar haar vijfde achtereenvolgende titel. Met deze prestatie werd zij tevens aanvoerster van de wereldranglijst van dat jaar.   

### In eigen huis verslagen
Op 27 februari 2011 veroverde Suhr vervolgens haar tiende nationale titel door voor de vijfde keer Amerikaans indoorkampioene te worden. En opnieuw met een recordprestatie; ditmaal sprong zij over 4,86. Waar zij echter gedacht had deze lijn later in het seizoen bij de outdoorkampioenschappen te kunnen voortzetten, wachtte haar een teleurstelling. Haar progressie stokte en terwijl Suhr ditmaal op 4,60 bleef steken, kwam haar landgenote Kylie Hudson tot 4,65 en ging er met de titel vandoor.
Suhr herpakte zich snel. Eind juli kwam zij in Rochester tot een sprong over 4,91, waarna zij op de WK in Daegu met 4,70 als vierde eindigde. Ten slotte won zij in de Diamond League-serie de wedstrijden in Londen en Zürich.
Aan het eind van dat jaar werd zij door Track & Field News uitgeroepen tot beste polsstokhoogspringster van het jaar.   

### Revanche
Vier jaar na haar tweede plaats in Peking kreeg zij haar revanche: op de Olympische Spelen van 2012 in Londen werd Jennifer Suhr ten slotte olympisch kampioene. Met een beste poging van 4,75 bleef ze de Cubaanse Yarisley Silva (zilver; 4,75) en Russische Jelena Isinbajeva (brons; 4,70) voor.

### Wereldrecord
Wat haar in de buitenlucht ondanks diverse pogingen tot nu toe nooit was gelukt, lukte haar indoor ten slotte wel: op 2 maart 2013 overschreed Jenn Suhr in het Amerikaanse Albuquerque voor het eerst van haar leven de grens van vijf meter en verbeterde zij met een sprong over 5,02 het wereldindoorrecord van Jelena Isinbajeva van 5,01 uit februari 2012, waarmee deze haar comeback had ingeluid. Drie jaar later wist zij daar in Brockport zelfs nog een centimeter aan toe te voegen.
Op de Olympische Spelen van 2016 in Rio de Janeiro werd ze zevende met een beste poging van 4,60.

## Titels
- Olympisch kampioene polsstokhoogspringen - 2012
- Wereldindoorkampioene polsstokhoogspringen - 2016
- Amerikaans kampioene polsstokhoogspringen - 2006, 2007, 2008, 2009, 2010, 2012, 2013, 2014
- Amerikaans indoorkampioene polsstokhoogspringen - 2005, 2007, 2008, 2009, 2011, 2012, 2013

## Persoonlijke records
Outdoor
| Onderdeel            | Prestatie | Datum       | Plaats |
| -------------------- | --------- | ----------- | ------ |
| polsstokhoogspringen | 4,92 m    | 6 juli 2008 | Eugene |

Indoor
| Onderdeel            | Prestatie   | Datum            | Plaats       |
| -------------------- | ----------- | ---------------- | ------------ |
| 55 m horden          | 8,07 s      | 5 maart 2005     | Johnson City |
| hoogspringen         | 1,65 m      | 5 maart 2005     | Johnson City |
| polsstokhoogspringen | 5,03 m (WR) | 30 januari 2016  | Brockport    |
| verspringen          | 5,21 m      | 19 februari 2005 | Findlay      |
| hink-stap-springen   | 10,93 m     | 19 februari 2005 | Findlay      |

## Palmares

### polsstokhoogspringen
Kampioenschappen
- 2005:  Amerikaanse indoorkamp. - 4,35 m
- 2006: ongeldig Wereldbeker
- 2006:  Amerikaanse indoorkamp. - 4,35 m
- 2006:  Amerikaanse kamp. - 4,55 m
- 2006:  Wereldatletiekfinale - 4,60 m
- 2007:  Amerikaanse indoorkamp. - 4,60 m
- 2007:  Amerikaanse kamp. - 4,45 m
- 2007: 10e WK - 4,50 m
- 2008:  Amerikaanse indoorkamp. - 4,70 m
- 2008:  WK indoor - 4,75 m
- 2008:  OS - 4,80 m
- 2009:  Amerikaanse indoorkamp. - 4,83 m
- 2009:  Amerikaanse kamp. - 4,65 m
- 2010:  Amerikaanse kamp. - 4,89 m
- 2011:  Amerikaanse indoorkamp. - 4,86 m
- 2011: 4e WK - 4,70 m
- 2012:  Amerikaanse indoorkamp. - 4,67 m
- 2012:  Amerikaanse kamp. - 4,60 m
- 2012:  OS - 4,75 m
- 2013:  Amerikaanse indoorkamp. - 5,02 m (WR)
- 2013:  Amerikaanse kamp. - 4,70 m
- 2014:  Amerikaanse kamp. - 4,60 m
- 2015: 4e WK - 4,70 m
- 2016:  WK indoor - 4,90 m
- 2016: 7e OS - 4,60 m

Golden League-podiumplekken
- 2008:  Weltklasse Zürich – 4,75 m

Diamond League-podiumplekken
- 2010:  Adidas Grand Prix – 4,50 m
- 2011:  DN Galan – 4,64 m
- 2011:  Aviva London Grand Prix – 4,79 m
- 2011:  Weltklasse Zürich – 4,72 m
- 2012:  Birmingham Grand Prix – 4,65 m
- 2013:  Adidas Grand Prix – 4,63 m
- 2013:  Sainsbury’s Grand Prix – 4,53 m
- 2013:  London Grand Prix – 4,73 m
- 2014:  Adidas Grand Prix – 4,70 m
- 2014:  Herculis – 4,71 m

2000: Stacy Dragila ·
2004: Jelena Isinbajeva ·
2008: Jelena Isinbajeva ·
2012: Jennifer Suhr ·
2016: Ekaterini Stefanidi ·
2020: Katie Nageotte ·
2024: Nina Kennedy